# Epaenidea
Epaenidea es un género de insecto coleóptero de la familia Chrysomelidae.

## Especies
Las especies de este género son:
- Epaenidea elegans Kimoto & Gessitt, 1966
- Epaenidea indochinensis Medvedev, 2004
- Epaenidea subvirida (Gressitt & Kimoto, 1963)